# Kaftpapier

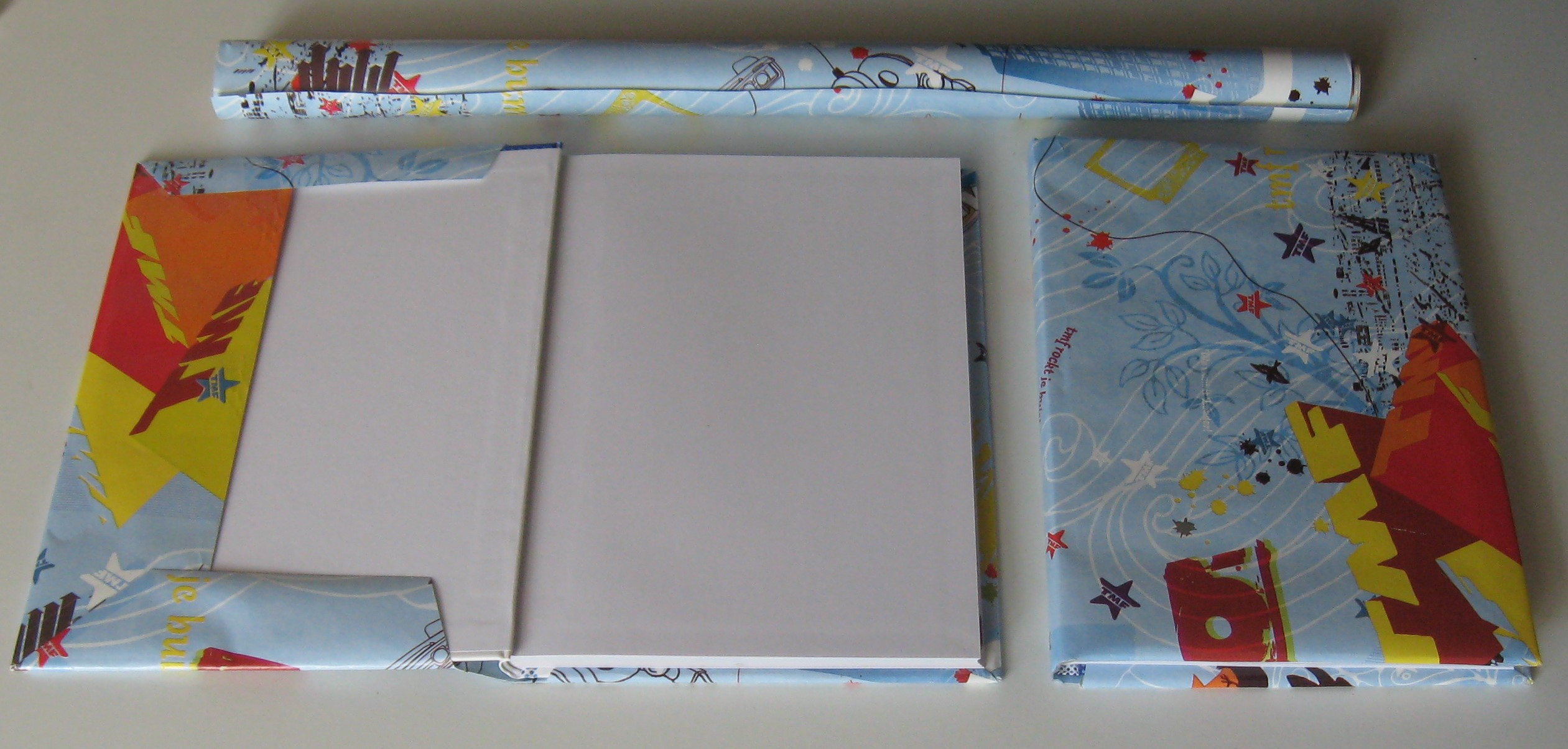
Twee gekafte boeken (een opengeslagen en de andere gesloten) met op de achtergrond een rol kaftpapier.

Kaftpapier is een soort papier dat geschikt is om boeken te beschermen tegen vuil en slijtage. 
Kaftpapier is dikker dan normaal papier, het beschermt beter en gaat langer mee.
Om scheuren van het kaftpapier tegen te gaan, wordt het vaak geplastificeerd.
Het aanbrengen van dit papier wordt kaften genoemd. Op veel middelbare scholen is het verplicht dat scholieren hun schoolboeken aan het begin van het jaar kaften. 
Vroeger werden oude kranten of overige stoffen gebruikt als goedkoop kaftpapier. Tegenwoordig is kaftpapier in bijna elke kantoorhandel of boekenwinkel te koop.